# Coelotes hamamurai
Coelotes hamamurai är en spindelart som beskrevs av Takeo Yaginuma 1967. Coelotes hamamurai ingår i släktet Coelotes och familjen mörkerspindlar. Inga underarter finns listade i Catalogue of Life.